# Gigantes (sèrie de televisió d'Espanya)
Gigantes és una sèrie de televisió espanyola original de Movistar+ produïda en col·laboració amb La Zona. Creada per Enrique Urbizu, Miguel Barros i Michel Gaztambide, sobre una idea de Manuel Gancedo. Consta de dues temporades de sis episodis cadascuna, d'uns 50 minuts de durada aproximada cadascun. La primera temporada es va estrenar el 4 d'octubre de 2018, i la segona temporada el 24 de març de 2019, en la plataforma Movistar+. La sèrie és dirigida per Enrique Urbizu i Jorge Dorado.

## Sinopsi
La família Guerrero ha viscut durant dècades en el cor del barri més castís de Madrid. Amb el negoci de la compravenda de mobles al rastro de Madrid com a tapadora, porta anys controlant el tràfic de droga al seu barri. Ara, Abraham Guerrero, patriarca i vidu, ha decidit expandir el seu negoci, és el moment de créixer. Per a això necessitarà la lleialtat i col·laboració dels seus tres fills: Daniel, Tomás i Clemente. Aquests, criats sota la seva ma severa, tenen els seus propis plans. Però només un podrà ocupar el lloc del pare. Una policia que porta anys seguint aquest clan intentarà detenir el seu poder, que s'estén per Andalusia i per l'alta societat europea. La guerra ha començat.

## Repartiment
Repartiment Principal
- Isak Férriz, com Daniel Guerrero
- Daniel Grao, com Tomás Guerrero
- José Coronado, com Abraham Guerrero
- Elisabet Gelabert Echániz, com Ángela Márquez, comissari de policia
- Carlos Librado "Nene", com Clemente Guerrero
- Yolanda Torosio, com Sol
- Sofía Oria, Carmen Guerrero, filla de Tomás i Sol
- Juana Acosta, com Lucía
- Roberto Enríquez, com Ortiz, agent del CNI

Repartiment Secundari
- Ariana Martínez, com Lorena
- Xenia Tostado, com Bárbara
- Daniel Holguín, com Carlos
- Antonio Dechent, com Lobo
- Eduard Farelo, com Pérez Estrada

## Premis i nominacions
- VI Premis Feroz: Nominada a Millor sèrie dramàtica
- XXI Premis Iris: Nominat a millor actor (Isak Férriz)